# Pietro Riario

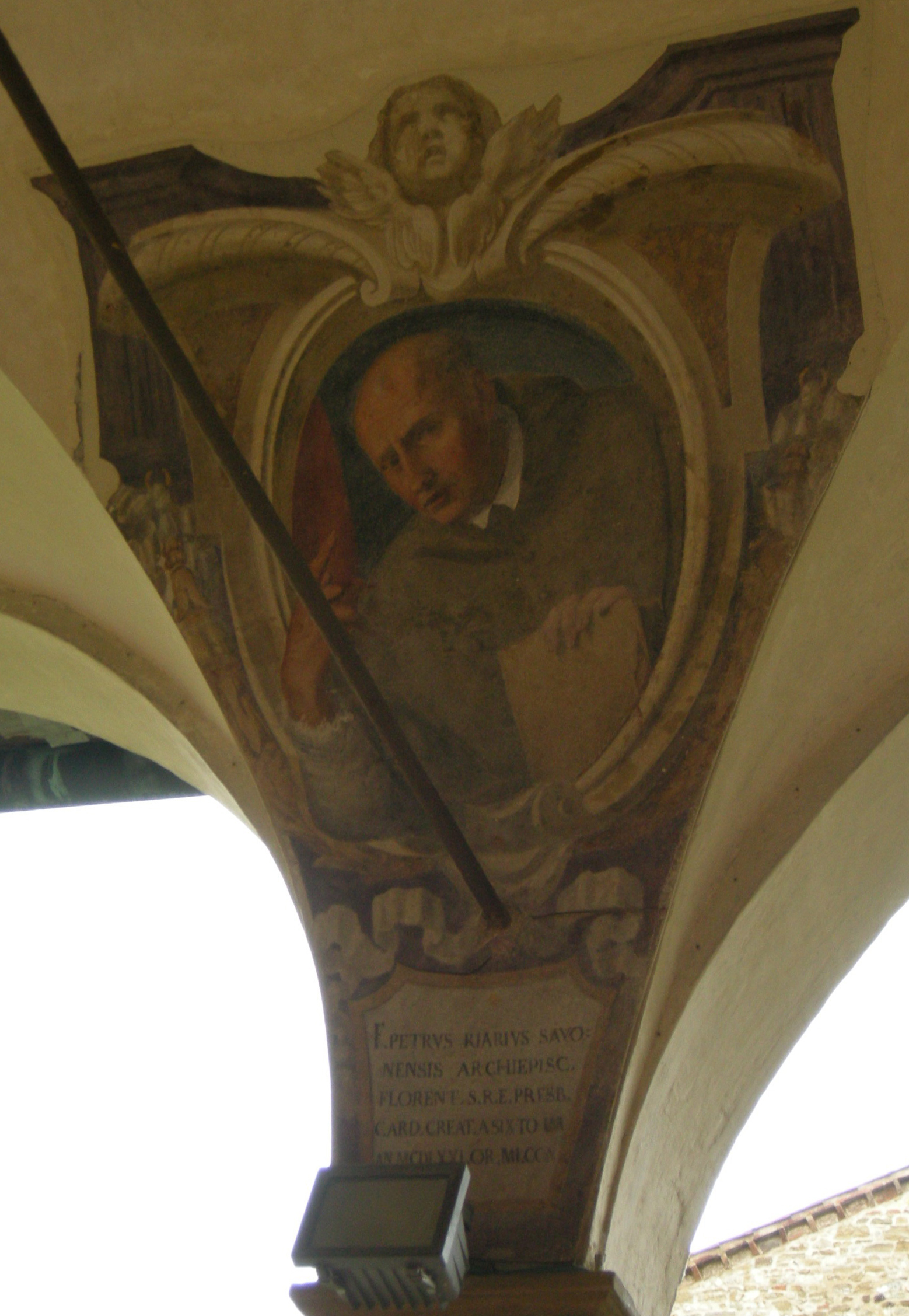
Pietro Riario

Pietro Riario (Savona, 21 april 1445- Rome, 3 januari 1474) was een Italiaans kardinaal en pauselijk diplomaat en een van de kardinaal-nepoten tijdens het pontificaat van zijn oom paus Sixtus IV.

## Biografie
Pietro was de zoon van Paolo Riario en diens tweede vrouw Bianca della Rovere, zuster van Sixtus IV. Vanaf zijn 12e jaar – beide ouders waren overleden – nam Pietro’s oom de opvoeding en educatie op zich, waarbij Pietro toetrad tot de Orde van Franciscanen in Savona. Hij studeerde o.a. in Pavia, Padua, Venetië en Bologna waarbij hij afstudeerde als Magister in de theologie.
Bij het conclaaf van 1471 werd Pietro conclavist, een van de twee toegestane geestelijken die een kardinaal begeleiden in het conclaaf. Toen Sixtus eenmaal tot paus was gekozen, volgde al snel zijn benoeming tot bisschop van Treviso (4 september 1471) en in december de wijding tot kardinaal-priester met de titelkerk San Sisto Vecchio.
Onder Sixtus IV werd Pietro belast met het legaatschap voor de Italiaanse gebieden. Een van zijn eerste stappen was de band te verstevigen tussen Rome en het hertogdom Milaan; zijn broer Girolamo trouwde met de dochter van Galeazzo Maria Sforza, hertog van Milaan, waarbij hij tevens heer werd van Imola, de rechten daarvoor gekocht door Pietro.
Hoewel Pietro bekendstond als een humanist werd hij vooral bekend als mecenas van de kunsten. Op zijn initiatief werd begonnen met de bouw van een paleis bij de basiliek Santi XII Apostoli (een project dat na zijn dood overgenomen werd door zijn neef Giuliano della Rovere, de latere paus Julius II), maar ook liet hij kerken in Treviso, Milaan en Rome verfraaien. Aan zijn hof waar zo’n 500 personen werkzaam waren, werden uitbundige feesten georganiseerd. Een van zijn favoriete maîtresses was een vrouw van wie is overgeleverd dat zij Tiresia heette.
Op 3 januari 1474 overleed Pietro (vergiftigd of door indigestie). Hij werd begraven in de basiliek Santi Apostoli; zijn broer Girolamo gaf aan de kunstenaars Mino da Fiesole en Andrea Bregno de opdracht een grafmonument ter ere van hem op te richten. Als opdrachtgever voor het monument wordt ook Sixtus IV genoemd.

## Kerkelijke titels
Pietro’s inkomen werd geschat op 100.000 dukaten per jaar, inkomsten die hij verkreeg uit de diverse kerkelijke ambten die hij bekleedde.
| Ambt                                                                   | Periode                            |
| ---------------------------------------------------------------------- | ---------------------------------- |
| Bisschop van Treviso                                                   | 4 september 1471 – 28 april 1473   |
| In commendam abdij Saint-Vincent, Metz                                 | september 1471                     |
| Pauselijk schatbewaarder                                               | 7 oktober 1471 – 28 december 1471  |
| Kardinaal-priester, San Sisto Vecchio                                  | 22 december 1471                   |
| Afstand gedaan van in commendam abdij Sorèze, bisdom Lavaur            | 19 juli 1472                       |
| Administrateur van Valence                                             | 23 september 1472 – 3 januari 1474 |
| Titulair patriarch van Constantinopel                                  | 23 november 1472 – 3 januari 1474  |
| Aartsbisdom Split-Makarska                                             | 28 april 1473 – 3 januari 1474     |
| Afstand gedaan van in commendam abdij Paimpont, bisdom Saint-Malo      | 28 april 1473                      |
| Afstand gedaan van in commendam abdij Santa Cucufa, bisdom Barcelona   | 5 juni 1473                        |
| Metropoliet van Florence                                               | 20 juli 1473 – 3 januari 1474      |
| Afstand gedaan van in commendam abdij Fontfroide, aartsbisdom Narbonne | 20 oktober 1473                    |
| Administrateur van het aartsbisdom Sevilla                             | 25 juni 1473 – 3 januari 1474      |
| Administrateur van bisdom Mende                                        | 3 november 1473 - 3 januari 1474   |
| In commendam abdij Santa Cristina, bisdom Pavia                        | 24 december 1473                   |

## Bron
Joseph Mccabe: The Popes and Their Church